# RTS SAT
RTS Sat (Serbisch: Сателитски програм, Satelitski program RTS-a) ist ein Satellitenkanal, welcher teilweise die Programmformate von RTS 1 und 2 übernimmt. RTS Sat ist in Europa, in Teilen Nord-Amerikas, Australiens und Neuseelands über Satellit zu empfangen. RTS Sat widmet sich schwerpunktmäßig Dokumentationen, Talkshows und Nachrichten. Der Sender wird von Radio-Televizija Srbije (RTS) betrieben und richtet sich an Serben, die im Ausland leben.